# Aline Pipping
Kenny Aline Pipping, född 18 mars 1863 i Tavastehus, död 28 augusti 1963 i Helsingfors, var en finlandssvensk översättare. Hon var syster till Hugo Pipping.
Pipping var elev vid Svenska fruntimmersskolan i Helsingfors 1872–1879. Efter språkstudier i Wien, Paris, Florens och Rom var hon lärare i tyska vid Lyceet för gossar och flickor i Helsingfors.
Pipping översatte bland annat dikter av Giosuè Carducci (1894), Pinocchios äfventyr (1904), Nyare italiensk lyrik (1912) och Dante Alighieris Inferno 1915 samt Purgatorio och Paradiso 1924 (La Divina Commedia). I hennes kvarlåtenskap fann man två omarbetade versioner av Danteöversättningarna. Dessa låg till grund för en ny utgåva av Inferno 1965.